# Una radura...
Una radura..., pubblicato nel 1977, è il secondo album di Gianna Nannini. pubblicato dalla Dischi Ricordi. .

## Descrizione
È stato realizzato in collaborazione con la Premiata Forneria Marconi. Rispetto al primo album della cantante è musicalmente più ampio, pur presentando tematiche affini.
Gianna Nannini ha dichiarato a proposito del disco: Ci misi tutta me stessa, i miei problemi, la mia solitudine, la difficoltà di comunicare con gli altri.

## Tracce
1. Dialogo - 3.31
2. Rebecca - 3.43
3. Basta - 3.10
4. Frenesia - 3.57
5. Se - 3.36
6. Maria Paola - 4.21
7. Siamo vivi - 4.12
8. Sono stanco - 4.15
9. Riprendo la mia faccia - 2.58
10. Una radura... - 3.24

## Formazione
- Gianna Nannini – voce, armonica, tastiera, pianoforte
- Sergio Farina – chitarra
- Gigi Cappellotto – basso
- Tullio De Piscopo – batteria
- Claudio Fabi – tastiera
- Bob Callero – basso
- Walter Calloni – batteria
- Ernesto Massimo Verardi – chitarra
- Roberto Haliffi – percussioni
- Claudio Pascoli – sax
- Patrick Djivas – basso
- Flavio Premoli – tastiere
- Franz Di Cioccio – batteria